# MLD 엔터테인먼트의 음반
이 문서는 MLD 엔터테인먼트에서 발매한 음반 목록이다.

## 2010년대
- 2015년 12월 17일 허찬미 - [Digital Singie] PICK ME[1]
- 2016년 11월 10일 모모랜드 - Welcome To MOMOLAND
- 2017년 4월 26일 모모랜드 - [Digital Single] 어마어마해
- 2017년 6월 16일 모모랜드 - [Digital Single] 어마어마해 (EDM Ver.)
- 2017년 8월 22일 모모랜드 - Freeze!
- 2018년 1월 3일 모모랜드 - GREAT!
- 2018년 3월 13일 태하, 아인 - 크로스 OST Part.5
- 2018년 3월 20일 모모랜드 - 위대한 유혹자 OST Part. 1[2]
- 2018년 6월 13일 모모랜드 - [Japan Digital Single] BBoom BBoom
- 2018년 6월 26일 모모랜드 - Fun To The World
- 2018년 11월 7일 모모랜드 - [Japan Digital Single] BAAM
- 2019년 3월 20일 모모랜드 - Show Me
- 2019년 3월 21일 김동빈 - [Digital Single] _지마 (X1-MA)[3]
- 2019년 4월 3일 모모랜드 - [Digital Single] 바나나차차
- 2019년 4월 17일 모모랜드 - [Japan Digital Single] I'm So Hot
- 2019년 5월 7일 모모랜드 - [Digital  Single] 사랑은 너 하나[4]
- 2019년 6월 22일 아인 - 이몽 OST Part.8
- 2019년 12월 30일 모모랜드 - [Digital Single] Thumbs Up

## 2020년대
- 2020년 5월 28일 모모랜드 - [Digital Single] 티키타카
- 2020년 6월 11일 모모랜드 - Starry Night
- 2020년 10월 27일 T1419 - 드라큘라
- 2020년 11월 6일 T1419 - [Digital Single] Row
- 2020년 11월 17일 모모랜드 - [Digital Single] Ready or Not
- 2020년 12월 2일 제인,아인 - 영화 구라,베토벤 OST
- 2021년 1월 11일 T1419 - [Digital Single] BEFORE SUNRISE Part. 1
- 2021년 3월 31일 T1419 - [Digital Single] BEFORE SUNRISE Part. 2
- 2021년 8월 23일 T1419 - [Digital Single] BEFORE SUNRISE Part. 3
- 2021년 10월 14일 JT & Marcus - [Digital Single] 너에게 닿기를(Dear you)
- 2021년 11월 15일 모모랜드 - 국가대표 와이프 OST Part.2
- 2021년 12월 2일 T1419 - [Digital Single] 무궁화 꽃이 피었습니다
- 2021년 12월 23일 JT & Marcus - [Digital Single] 첫눈에
- 2022년 1월 14일 모모랜드 - [Digital Single] Yummy Yummy Love[5]
- 2022년 3월 9일 T1419 - [Japan] OUR TEEN:BLUE SIDE
- 2022년 3월 22일 T1419 - [Digital Single] EDELWEISS
- 2022년 5월 9일 T1419 - [Digital Single] Run up (Korean Ver.)
- 2022년 6월 20일 - 라필루스 - [Digital Single] HIT YA!
- 2022년 7월 3일 T1419 - [Digital Single] When the sun goes down
- 2022년 9월 21일 주이 - [Digital Single] 〈두 번째 세계〉 Episode 4[6]
- 2022년 9월 22일 라필루스 - Girl's Round Part.1
- 2022년 10월 6일 코카앤버터 - [Digital Single] Mi Deh Yah
- 2022년 10월 19일 주이 - [Digital Single] 〈두 번째 세계〉 Episode 7[7]
- 2022년 10월 26일 TFN - Before Sunrise Part.4
- 2022년 11월 9일 주이 - 〈두 번째 세계〉 FINAL[8]
- 2023년 3월 5일 JT & Marcus - [Digital Single] 새벽감성
- 2023년 3월 22일 HORI7ON - [Digital Single] DASH
- 2023년 4월 5일 HORI7ON - [Digital Single] Salamat
- 2023년 5월 31일 HORI7ON - [Digital Single] Lovey Dovey
- 2023년 6월 21일 라필루스 - GIRL's ROUND Part. 2
- 2023년 6월 25일 치타 - [Digital Single] Polyphony
- 2023년 7월 24일 HORI7ON - Friend-SHIP
- 2023년 9월 22일 뉴이드 - [Digital Single] E.R
- 2023년 11월 16일 이승철 - Retro Night
- 2024년 3월 2일 HORI7ON - [Digital Single] DAYTOUR
- 2024년 6월 11일 이승철 - [Digital Single] 비가 와
- 2024년 11월 29일 길 - [Digital Single] 빛나리 길성준
- 2024년 12월 11일 이승철 - [Digital Single] 바보처럼
- 2024년 12월 27일 JT & Marcus - 살기 위해 나는 너에게 키스를 했다 OST Part.3
- 2025년 3월 8일 이승철 - The Best Live 31
- 2025년 3월 17일 HORI7ON - [Digital Single] COLD
- 2025년 ?월 ?일 라필루스 - 미정
- 2025년 ?월 ?일 JT & Marcus - 미정
- 2025년 ?월 ?일 HORI7ON - 미정